# Alexander Sørloth
Alexander Sørloth (ur. 5 grudnia 1995 w Trondheim) – norweski piłkarz, występujący na pozycji napastnika w hiszpańskim klubie Atlético Madryt oraz w reprezentacji Norwegii.

## Kariera klubowa
Treningi piłki nożnej rozpoczął w wieku 5 lat w Strindheim IL. W wieku 14 lat trafił do Rosenborg BK, a w lipcu 2013 został włączony do pierwszej drużyny tego klubu, z którą podpisał kontrakt do końca 2014 roku. Zadebiutował w niej 11 lipca 2013 w meczu eliminacji Ligi Europy z Crusaders F.C. W Tippeligaen zadebiutował 20 lipca 2014 w wygranym 1:0 meczu z Sogndal Fotball. W październiku 2014 przedłużył umowę z klubem o dwa lata. W grudniu 2014 został wypożyczony na sezon 2015 do FK Bodø/Glimt. W listopadzie 2015 podpisał czteroipółletni kontrakt z FC Groningen obowiązujący od 1 stycznia 2016. Zadebiutował w tym klubie 17 stycznia 2016 w przegranym 1:4 meczu z FC Utrecht, w którym strzelił gola. W czerwcu 2017 przeszedł do FC Midtjylland. W styczniu 2018 przeszedł do Crystal Palace. 10 lutego 2018 zadebiutował w tym klubie w przegranym 1:3 meczu z Evertonem. W styczniu 2019 został wypożyczony do końca sezonu do KAA Gent, a w sierpniu 2019 został wypożyczony na dwa lata do Trabzonsporu. We wrześniu 2020 roku podpisał pięcioletni kontrakt z RB Lipsk. W sierpniu 2021 został wypożyczony do Realu Sociedad. W lipcu 2023 podpisał pięcioletni kontrakt z Villarreal CF.

## Kariera reprezentacyjna
Grał w młodzieżowych kadrach Norwegii do lat 16, 17, 18, 19 i 21. W seniorskiej reprezentacji zadebiutował 29 maja 2016 w przegranym 0:3 meczu z Portugalią. Pierwszego gola w kadrze strzelił 1 czerwca 2016 w wygranym 3:2 spotkaniu z Islandią.

## Życie osobiste
Jego ojciec Gøran również był piłkarzem. Jest kibicem Chelsea F.C. Ma dwie siostry: Karoline i Amalie.